# Йонас Гег-Крістенсен
Йонас Гег-Крістернсен  (дан. Jonas Høgh Christensen, 21 травня 1981) — данський яхтсмен, олімпійський медаліст.

## Виступи на Олімпіадах
| Олімпіада   | Дисципліна | Місце |
| ----------- | ---------- | ----- |
| Афіни 2004  | Лазер      | 9     |
| Пекін 2008  | Фін        | 6     |
| Лондон 2012 | Фін        | 2     |